# Église Saint-Albert de Schaerbeek
Pour les articles homonymes, voir Église Saint-Albert.
L'église Saint-Albert (en néerlandais : Sint-Albertuskerk) est un édifice religieux situé rue Victor Hugo dans la commune de Schaerbeek, à Bruxelles (Belgique). 
La construction de l'église a débuté en 1930, sur base de plans dressés par l'architecte Edmond Serneels (1875-1934). L'édifice est en style néogothique. Les travaux durèrent un an. 
La paroisse Saint-Albert fait partie de l'unité pastorale Meiser qui fait elle-même partie du doyenné de Bruxelles Nord-Est.

## Patrimoine artistique
Parmi les ouvrages remarquables se trouvant dans l'église:
- Deux panneaux, peints par Jos Van Noten, surplombant les deux autels latéraux.
- Les fonts baptismaux réalisés en cuivre ciselé par H. Holemans.
- Trois statues artistiquement sculptées dans la pierre blanche :
  - Sainte Thérèse de Lisieux, œuvre de Jules Jourdain (1933)
  - Saint Antoine de Padoue, œuvre de M. Van Perck (1936)
  - le Sacré-Cœur, œuvre de M. Van Perck (1940)